# ツァラー・レアンダー
ツァラー・レアンダー（Zarah Leander, 本名：Sara Stina Hedberg, 1907年3月15日 - 1981年6月23日）は、スウェーデン出身の歌手・女優である。

## 略歴
カールスタードで生まれ、最初の結婚後の1929年に歌手デビューを果たす。1931年には映画デビューの傍ら、舞台『メリー・ウィドウ』主演で注目を集めた。
1936年9月にウィーンのアン・デア・ウィーン劇場においてラルフ・ベナツキーのミュージカル・コメディ『アクセル、天国の扉の前で』(Axel an der Himmelstür)に出演し、大成功を収める。それがきっかけで、帝国映画院副総裁ハンス・ヴァイデマンと映画監督カール・フレーリッヒにより、ドイツ映画界進出を持ち掛けられた。同年ドイツ最大の映画会社ウーファと3本の映画出演とシナリオ選択権付の専属契約を結んだ。ウーファ社は、レアンダーを「新たなガルボ」として売り出すという目的のもと、社の総力を挙げた宣伝活動を行っている。デトレフ・ジールク（ダグラス・サーク）監督の映画『世界の涯てに』（1937）に主演して一躍ドイツ映画のトップスターの地位に躍り出る。
1943年に一時帰国するが、第二次大戦後は再びドイツでの活動を再開し、主に歌手として70年代まで活動を続けた。

## 主な映画出演
- 世界の涯てに Zu neuen Ufern (1937)
- 南の誘惑 La Habanera (1937)
- 故郷 Heimat (1938)
- さんざめく舞踏会の夜 Es war eine rauschende Ballnacht (1939)
- イタリア式愛のテクニック Come imparai ad amare le donne/Das gewisse Etwas der Frauen (1966)